# Jaciment arqueològic La Valleta
La Valleta és un jaciment arqueològic del Paleolític mitjà, situat al terme de Granyena de les Garrigues, (Les Garrigues), inclòs a l'Inventari del Patrimoni Arqueològic i Paleontològic de Catalunya.

## Descripció
És un jaciment situat a una terrassa conreada amb ametllers i oliveres. Es troba a uns al marge dret de la Vall Major. És un jaciment datat per les restes materials com a Paleolític mitjà (90000-33000 aC).

## Troballes arqueològiques
En aquest jaciment es van recuperar un centenar de lítics en superfície. Lámines i esclats sense retocs, principalment. Paral·lelament també es van trobar perforadors, una destral polida de cornubianita i segments de cercle. Tot això va aparèixer al llarg del bancal on es troba el jaciment.